# 臨床路徑
臨床路徑指的是一種將醫院看病診斷程序化的方法，預計在使用這種方法之後會降低醫院的成本和減低就診的開銷。

## 實施辦法
將每一種疾病依序提出標準程序，意即每一種疾病都將會有一定的診斷方法和應做的檢驗項目，而醫師該做哪些檢查也都將明文規定，護理方面也將都會有一定的看护目的和程序，而通常也將附上各個階段病人應該出現的診療情形與病情解釋，在依據天數的分類之下，每個病人每天所做的治療都將會是固定的。

## 問題與解決
因為是一種程序化的過程，要將醫療完全的標準程序化幾乎是不可能，所以各個醫院項疾病的臨床路徑也是有調整的彈性的，如果依照臨床路徑病人並未出現應有的病情改善時，醫師必須停止或變更臨床路徑，根據不同病人的狀況，醫師是可以改變臨床路徑的，這也是为什么臨床路徑通常會被要求每年都要更新。
通常臨床路徑會在和醫院信息系統整合，整體在電腦化之後將會初步形成現代的資訊醫療概況